# Orvillers-Sorel
Orvillers-Sorel – miejscowość i gmina we Francji, w regionie Hauts-de-France, w departamencie Oise.
Według danych na rok 1990 gminę zamieszkiwało 320 osób, a gęstość zaludnienia wynosiła 38 osób/km² (wśród 2293 gmin Pikardii Orvillers-Sorel plasuje się na 680. miejscu pod względem liczby ludności, natomiast pod względem powierzchni na miejscu 573.).